# Mytilaster lineatus
Mytilaster lineatus is een tweekleppigensoort uit de familie van de Mytilidae. De wetenschappelijke naam van de soort in 1791 voor het eerst geldig gepubliceerd door Johann Friedrich Gmelin als Mytilus lineatus.

## Verspreiding
Mytilaster lineatus komt veel voor in Griekenland, Rusland en Oekraïne (Middellandse Zee en Zwarte Zee). Het wordt een geïntroduceerde soort genoemd in de Kaspische Zee.
Modiolus:
adriaticus · 
barbatus · 
modiolus · 
Musculus:
costulatus · 
discors · 
niger · 
subpictus

Mytilaster:
lineatus · 
minimus · 
Mytilus: 
†antiquorum · 
edulis · 
galloprovincialis · 
trossulus

Overig: 
†Arcoperna sericea · 
Crenella decussata · 
Dacrydium · 
Modiolula phaseolina · 
Perna woodi · 
†Rhomboidella prideauxi